# Connemara (cheval)
Vous lisez un « article de qualité » labellisé en 2023.
Pour les articles homonymes, voir Connemara (homonymie).
Le Connemara est une race de poneys, originaire de la côte ouest éponyme de l'Irlande. Ses origines sont obscures. Il a connu de nombreux croisements au cours des siècles, prolongés une trentaine d'années après la création de la Connemara Breeder's Society en 1923, une société d'éleveurs qui fixe les caractéristiques de la race et établit son premier registre généalogique (stud-book), édité en 1926. Cannon Ball, issu d'un père et d'une mère tous deux à moitié Welsh, devient le tout premier étalon officiellement enregistré comme Connemara. Entre trois et cinq étalons sont à l'origine de tous les Connemara modernes. La race se diffuse notamment en Angleterre, puis en Allemagne et en Bretagne dans les années 1970, dans le cadre de l'interceltisme.
C'est un poney compact mais athlétique, qui présente le plus souvent une robe grise. Bien que résistants, en raison de la consanguinité, certains poneys expriment une maladie génétique récessive du sabot, qui réduit drastiquement leur qualité de vie et impose donc des analyses avant la reproduction. Le Connemara est un grand poney polyvalent. Il se prête tant à la randonnée équestre qu'à l'attelage, au concours complet et au saut d'obstacles, où il se distingue particulièrement. Il existe deux objectifs de sélection, l'un pour les loisirs familiaux, et l'autre pour le sport. La popularité du poney Connemara s'est étendue à travers le monde. L'Irlande, la France et l'Allemagne ont respectivement le cheptel le plus important.

## Dénomination
Le Connemara tient son nom de la région éponyme située à l'extrême ouest de l'Irlande, au nord de la baie de Galway et à l'ouest des lacs Corrib et Mask,,,. D'après l'écrivain Giacomo Giammatteo, cela explique que le nom de cette race de poneys s'écrive avec une initiale en majuscule.
Il est parfois qualifié de « poney celte ».

## Sources
Il existe peu de travaux académiques relatifs au poney Connemara.
En 2003, Deirdre Feely a consacré sa thèse (université de Dublin) à la caractérisation de la population de Connemara d'Irlande. En 2005, avec Patrick Brophy et Katherine Quinn, elle publie un article scientifique dans un ouvrage collectif, portant sur la diversité génétique des populations de Connemara dans différents pays du monde. Pour les besoins de son article de recherche en anthropologie paru en 2016, Claire J. Brown s'est immergée parmi la communauté des éleveurs et utilisateurs de poneys Connemara dans la ville de Clifden.

## Histoire

### Origines
Les origines de la race sont obscures et sujettes à légendes,,. Il n'existe quasiment pas de documents écrits au sujet des poneys (ponaidh en irlandais) sur le territoire du Connemara, et les photographies anciennes sont elles aussi très rares.
Une étude génétique, publiée en 2006, n'a pas permis de déterminer son ancienneté. Il est génétiquement éloigné de son plus proche voisin géographique, la race des poneys Kerry bog. Les arbres phylogénétiques modélisés proposent des rattachements différents en fonction des croisements effectués chez les individus échantillonnés (biais de sélection) : le Connemara est soit rattaché aux autres races de chevaux des îles Britanniques, soit relativement divergent, avec un rapprochement relatif de l'Arabe et du cheval ibérique. Il présente un haplotype commun à beaucoup d'autres races de chevaux, telles que l'Arabe, le Barbe, le Fjord, le Trakehner et le Holsteiner. Il arrive qu'il soit regroupé dans un haplotype propre aux îles Britanniques, à la Scandinavie et à l'Europe centrale, avec l'Exmoor, le Highland et l'Islandais.
L'origine de tous les chevaux domestiques du monde est établie dans la steppe pontique (d'après une vaste étude publiée dans Nature en 2021), ce qui rend la thèse d'une origine préhistorique du Connemara invalide. Des auteurs comme le journaliste anglais Elwyn Hartley Edwards, le journaliste autrichien Martin Haller et Emmanuelle Hubrecht, docteure en études italiennes, soutenaient cette origine préhistorique.
L'éleveur Daniel Chupin signale en revanche l'existence d'informations relatives aux origines du cheval en Irlande, dont les premières traces archéologiques remontent à l'âge du bronze, avec usage pour le transport et consommation de sa viande. Pour Chupin, Bonnie Lou Hendricks (université de l'Oklahoma), Judith Dutson et Nicola Jane Swinney, la présence de chevaux sur l'île d'Irlande remonte au IVe siècle av. J.-C., avec l'installation des Celtes. Une autre possibilité, soutenue par Edwards, serait que des chevaux amenés par les Celtes aient rencontré un cheptel natif déjà présent.

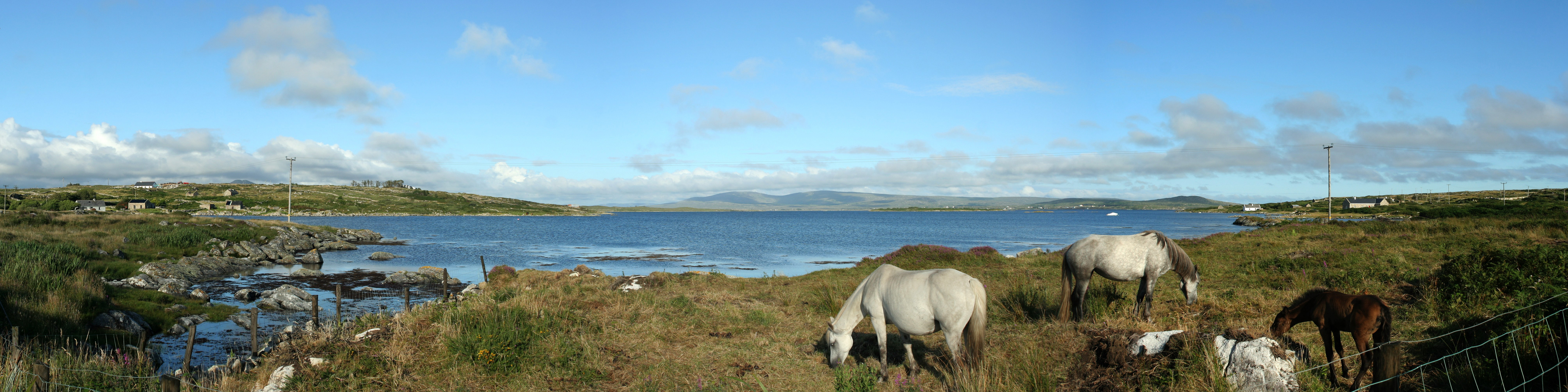
Biotope d'origine du poney Connemara.

Il existe des preuves d'expansion du cheval durant l'âge du fer. Les montures celtes seraient l'héritage du négoce dans le bassin méditerranéen, et descendraient probablement du cheval Barbe. Leurs usages sont principalement militaires, incluant la traction des chars de guerre, et celles de charrettes, dans le cadre d'usages agricoles et civils. Les Irlandais capturent et dressent vraisemblablement des poneys semi-sauvages pour leurs usages agricoles, et font commerce des poulains,. Les ancêtres du poney Connemara ont pu influencer le cheval islandais.
CAB International fait remonter l'origine du Connemara au XVIIe siècle, par croisement entre le poney celte et la souche native, avec possiblement une influence du cheval ibérique et de l'Arabe. L'éleveur irlandais Pat Lyne estime qu'une race de poneys de petite taille préexistait plusieurs siècles avant l'apparition d'une race de chevaux espagnole à Galway.

### Influences

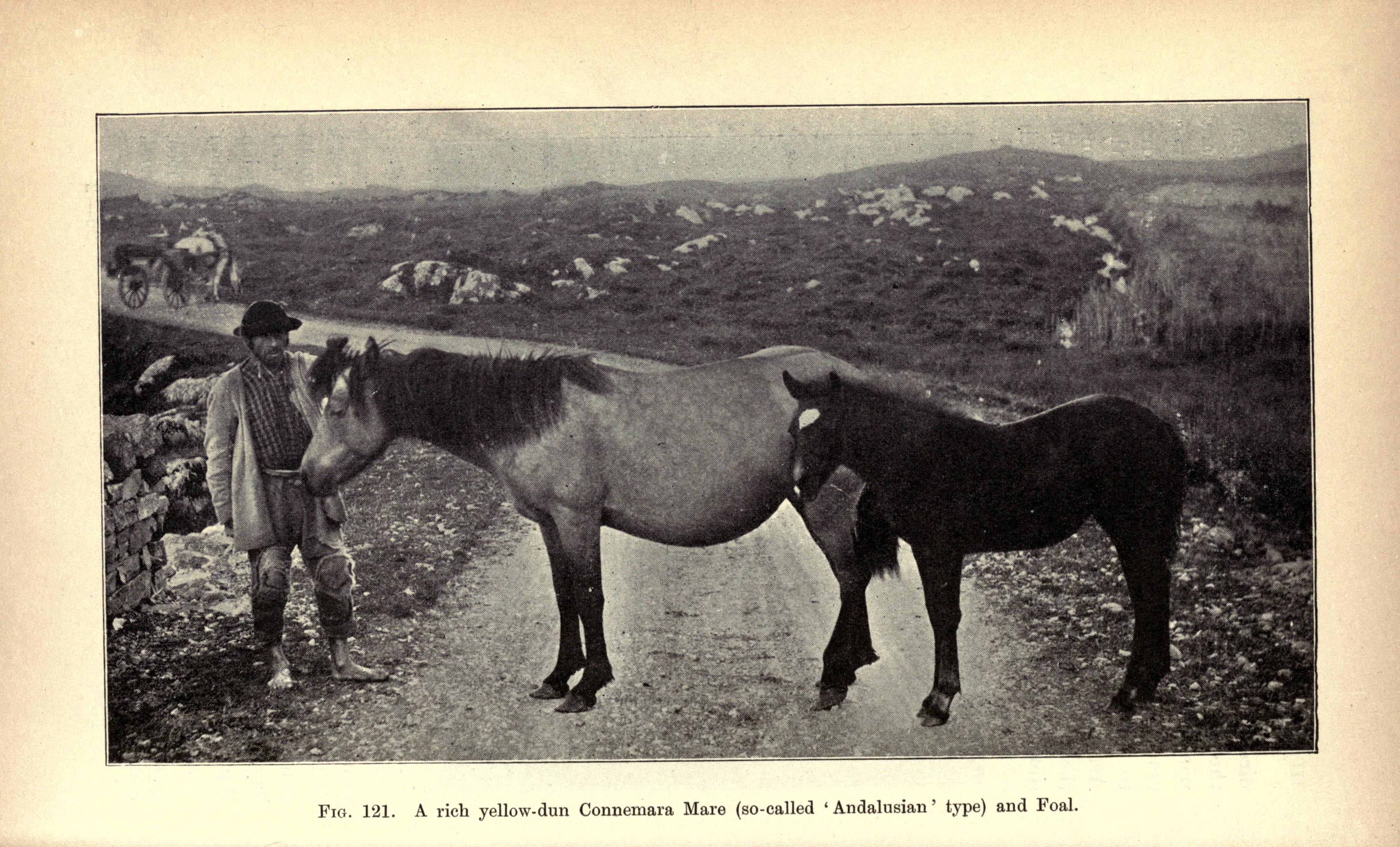
Jument Connemara de robe bai dun et son poulain, montrant l'influence espagnole.

Le Connemara a reçu de nombreuses influences d'autres races de chevaux, pas toujours contrôlées ni bénéfiques pour lui. L'autrice britannique Caroline Silver questionne l'identité de la race (en 1984), qui a été si considérablement modifiée par les croisements au cours du XXe siècle qu'elle se demande « combien de connemaras méritent actuellement leur nom ». D'après Swinney, le Pur-sang et l'Arabe ont eu l'influence la plus positive sur le Connemara.
Une influence espagnole sur ce cheptel est certaine,, de riches marchands originaires de la ville de Galway ayant importé des chevaux ibériques. Le professeur Law l'atteste en 1842 dans son livre, décrivant une « race de chevaux d'origine espagnole, quasiment pure, en nombre considérable ».
Une légende,, (présentée comme une vérité dans un certain nombre d'ouvrages de vulgarisation) évoque également le naufrage de l'Invincible Armada en 1588, au terme duquel des chevaux espagnols auraient rejoint la côte irlandaise et se seraient mêlés à la population chevaline autochtone,,. Chupin souligne la parenté entre cette légende et celles relatives aux chevaux aquatiques des légendes celtes. Emmanuelle Hubrecht estime la théorie des achats de chevaux espagnols localement, au XVIe siècle, comme étant bien plus crédible que celle des étalons survivants de naufrage. Elle cite aussi l'influence de chevaux scandinaves et frisons, puis de chevaux phéniciens d'origine orientale au XIIIe siècle. L'auteur italien Maurizio Bongianni cite l'influence des chevaux scandinaves de type Fjord.
Au Moyen Âge (it), les poneys sont croisés avec le cheval ibérique pour donner le Irish Hobby, un cheval de selle réputé pour sa vitesse, son agilité et son endurance. Des croisements sont également attestés avec ces chevaux espagnols du fait des relations commerciales entretenues avec l'Espagne. Au cours des siècles, le poney du Connemara reçoit aussi l'influence du Hackney, du Welsh, du Trait irlandais, du Clydesdale, du Pur-sang anglais et de l'Arabe,,. Les importations de chevaux arabes par des propriétaires terriens remontent au milieu du XIXe siècle. Un riche financier détient un étalon andalou dans son domaine de Kylemore en 1852, avec lequel il effectue la tournée des métayers. La famille Martin, qui possède une immense propriété dans le Connemara depuis les années 1830, est réputée avoir introduit le cheval arabe dans cette région en 1883. Le Congested Districts Board for Ireland introduit des étalons de race Welsh à partir de 1891, dans le cadre d'un encouragement aux familles irlandaises,.
Vers 1950, les derniers croisements interviennent, avec deux étalons Pur-sang (Winter et Little Heaven), l'étalon arabe Naseel et deux étalons Trait irlandais nommés May Boy et Skibberen. En 1954, la Connemara Pony Breeders Society (CPBS) achète le poney Clonkeehan Auratum, un métis issu de Naseel et d'une jument Connemara, qui a généré plus d'un million d'euros de revenus. Depuis 1964, le Connemara de race pure est élevé sans croisements extérieurs,,.

### AuXIXesiècle

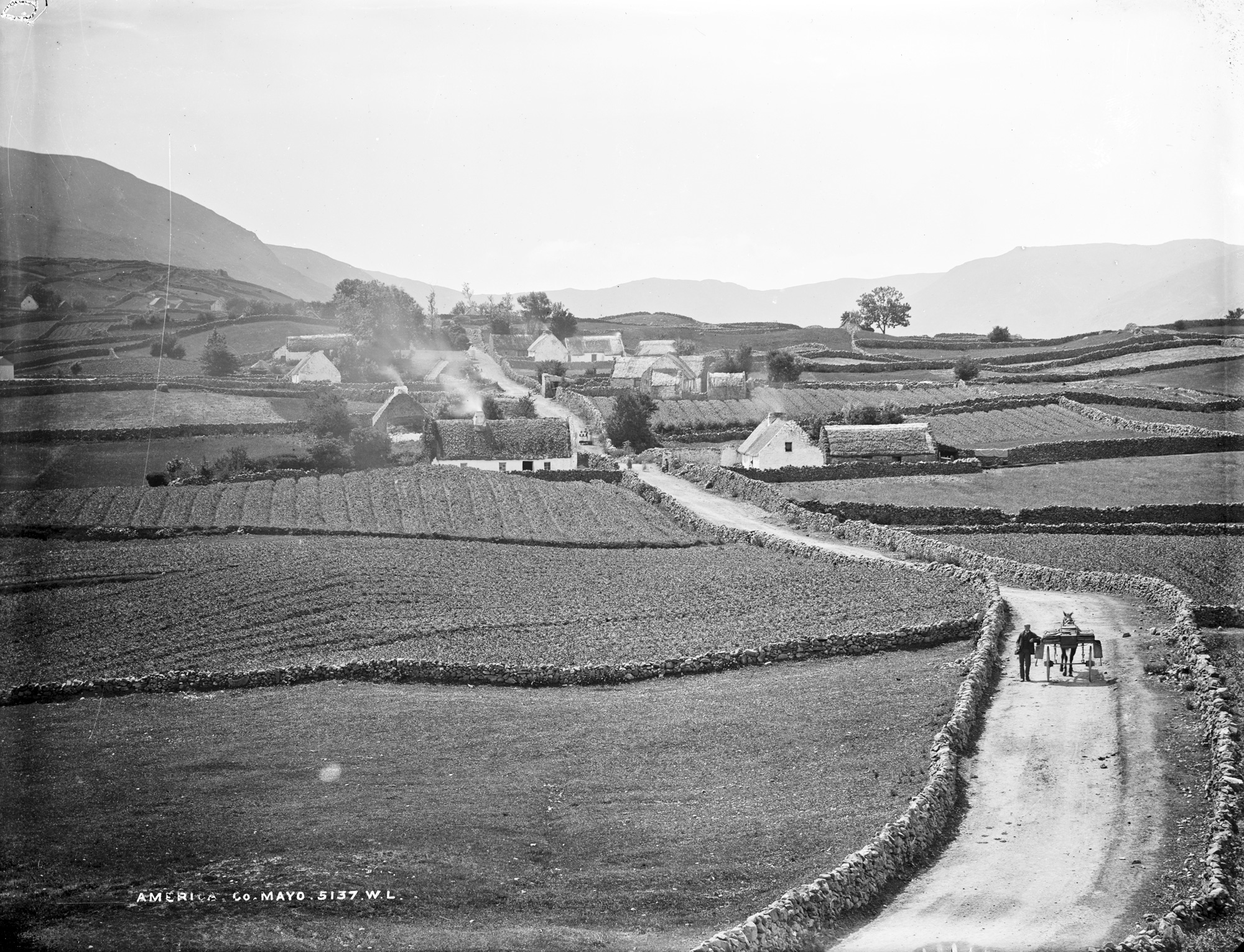
Attelage hippomobile dans le comté de Galway en 1890.

En 1800, après l'Union Act qui proclame le Royaume-Uni de Grande-Bretagne et d'Irlande, la race Connemara est jugée inférieure et connaît un long déclin. Un éleveur nommé John D'Arcy contribue au développement commercial de la ville de Clifden à partir de 1812, et attire des commentaires élogieux au sujet de ses chevaux, qui auraient influencé le cheptel local. Tout au long du XIXe siècle, le poney Connemara est exporté vers l'Angleterre pour le travail dans les mines. La grande famine irlandaise (1845-1852) a un effet dévastateur sur les populations de poneys irlandais. L'appauvrissement subséquent des Irlandais entraîne une forte détérioration des qualités du poney du Connemara, ainsi que la vente d'une partie de ces poneys. Des poneys jugés de mauvaise qualité sont relâchés en liberté dans les collines et s'y reproduisent librement.
Le rapport d'ouverture du Congested Districts Board for Ireland décrit une qualité de cheptel dégradée dans le Connemara et « aucune tentative d'amélioration », hormis à travers de rares introductions de l'Arabe et du Pur-sang. En 1897, le Pr James Cossar Ewart écrit un rapport officiel de la commission royale, dans lequel il décrit le Connemara comme un poney « extrêmement résistant, sec et nerveux », influencé par le Barbe ou l'Arabe, et dont la disparition serait « une perte irrémédiable pour la nation ».

### AuXXesiècle

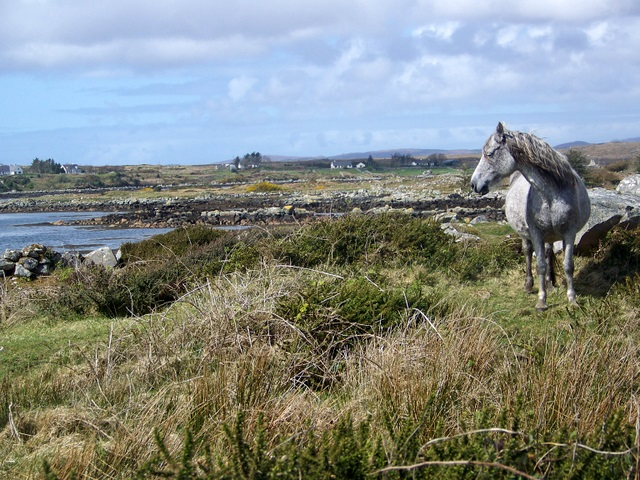
Connemara sur l'île d'Inishnee.

Vers 1900, le vieux type de la race Connemara est décrit comme portant une robe dun et capable de survivre dans des conditions très difficiles. C'est aussi à cette époque que la race arrive au bord de l'extinction. Le département de l'Agriculture britannique soutient le développement d'une race locale de qualité. Des éleveurs britanniques s'organisent, pratiquent différents croisements, et créent la Connemara Breeder's Society en 1923 à Galway,. Les premières inscriptions au stud-book de la race ont lieu dès 1924. Le premier étalon à y être inscrit est Cannon Ball, né en 1904,, du croisement entre un étalon Welsh et une jument locale. 2 000 personnes se déplacent pour assister au premier défilé officiel de la race Connemara, en 1924. Le stud-book est édité dans son premier volume en 1926,. Les poneys Rebel (1922) et Golden Gleam (1932) font partie des étalons ayant particulièrement marqué la race,. Les éleveurs d'étalons Connemara persuadent aussi les Irlandais de croiser leurs juments avec ces étalons.
Le nombre de chevaux inscrits au stud-book du Connemara lors de sa fermeture, en 1963-1964, est de 3 000 juments pour 200 étalons, environ.

#### Reconversion sport-loisirs et exportations
La race commence à s'exporter au Royaume-Uni et aux États-Unis durant les années 1940. En 1947, l'Association anglaise du poney Connemara (British Connemara Pony Society) est fondée, puis en 1955, c'est au tour de l′American Connemara Pony Society. À partir des années 1960, la race est exportée en Europe continentale. En 1967, l'association néerlandaise (Nederlands Connemara Pony Stamboek) voit le jour, après importation des premiers sujets depuis l'Irlande.
Historiquement poney de travail qui a joué un grand rôle dans l'agriculture irlandaise, le Connemara perd ces fonctions durant les années 1960, avec la motorisation de ces activités,. Les chevaux et poneys de travail disparaissent alors massivement du territoire irlandais.
L'émergence du rôle du Connemara dans l'équitation sport-loisir remonte aux années 1970. Les présentations de poneys montés deviennent un évènement « de rigueur » pour tout show équestre. La Société des éleveurs de poneys Connemara communique massivement en faveur d'une amélioration des performances des poneys montés en 1979, et met en place le Ridden Connemara Pony of the Year Award (prix du poney Connemara monté de l'année). Cela conduit au positionnement du poney sur le marché de l'équitation sport-loisir. Le Connemara est donc réorienté avec succès dans les sports et les loisirs équestres. Il profite de l'essor général de ces pratiques en Europe, notamment en Allemagne.

#### Développement de l'élevage du Connemara en France

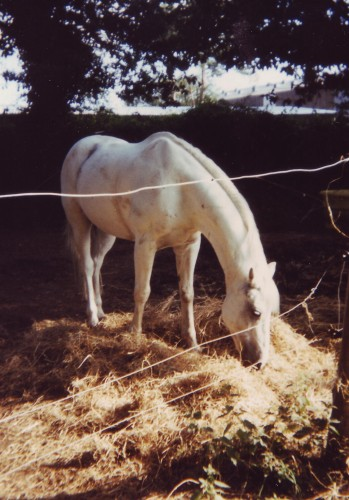
Connemara dans son paddock en Bretagne, durant les années 1990.

Dans les années 1960, les premiers poneys de cette race sont importés vers la France, en Normandie et en Poitou-Charentes. Les premiers statuts de l'Association française du poney Connemara (AFPC) sont déposés à la préfecture de Lisieux le 22 septembre 1969. L'association est reconnue et approuvée par la Connemara Pony Breeders' Society. Dans le cadre de son développement de l'interceltisme, en 1974, Polig Monjarret ramène trois de ces poneys d'Irlande vers la Bretagne. Après la publication d'un article dans la revue Paysan breton et une prise de contact avec le directeur du haras national de Lamballe, Jacques Lippens, commence une activité d'importation qui concerne sur plusieurs années un total d'une centaine de têtes,. La race se développe donc en Bretagne et y trouve un nouvel élan à cette époque. Les régions Morvan-Bourgogne sont aussi pionnières en termes d'élevage.

## Description

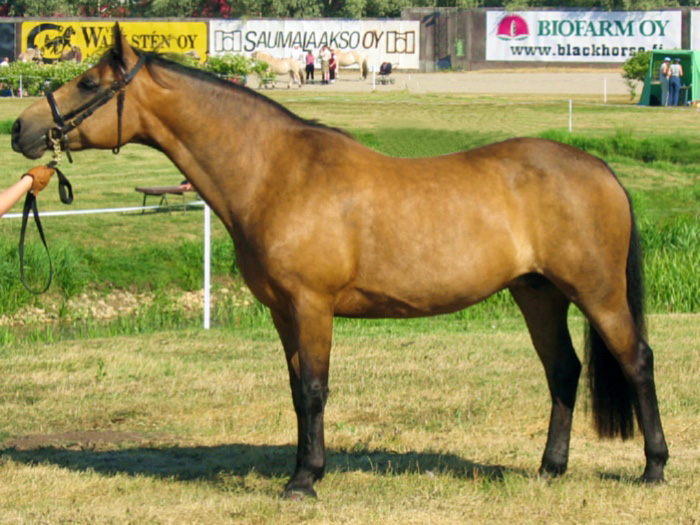
Jument Connemara au modèle.

Le Connemara ne fait pas partie des poneys des montagnes et des landes (mountain and moorlands pony breeds) selon la Irish Pony Society, mais d'autres sources le rattachent à ce groupe.

### Taille et poids
La taille du Connemara s'étend de 1,28 m à 1,48 m à maturité selon le standard de la race,,, 1,32 m à 1,48 m selon CAB International.
Du fait de la sélection sportive, il n'est pas rare de rencontrer des sujets hors standards. Sa taille a nettement augmenté depuis la création de son stud-book. Silver (en 1984) et Edwards (en 1992) décrivent sa taille maximale à 1,42 m, et la taille « idéale » comme ne devant pas dépasser 1,32 m,. Tous deux attribuent la prise de taille de certains poneys à la différence qualitative entre leur faible apport alimentaire d'origine dans la région irlandaise du Connemara, et celui permis par l'élevage moderne dans de riches pâturages,.
Il pèse 300 à 400 kg en moyenne.

### Morphologie
Le Connemara est un poney aux formes harmonieuses, compact et équilibré, bien adapté à la selle, avec une bonne profondeur et de la substance,,, alliant élégance et force. Le modèle est médioligne. Il présente la morphologie typique du cheval de selle adapté au saut d'obstacles et du cheval de sport, ce qui l'éloigne du type poney. Sa morphologie peut trahir une ascendance ibérique.
La race a connu une évolution morphologique avec l'adaptation au marché des sports équestres. Il existe deux grands types de Connemara : le type originel (old type), doté d'une forte ossature et de robustesse héritée des poneys de travail agricole, et le type sportif, ou type moderne, plus léger et athlétique. Le Connemara est historiquement plutôt construit sur l'avant-main, avec des jambes courtes, un dos court et des épaules courtes, ce qui combiné à sa constitution robuste, crée des limitations dans les mouvements, avec peu de possibilités d'action, de liberté d'épaule, et des difficultés à placer le postérieur sous la masse, la souplesse du corps laissant à désirer.

#### Tête

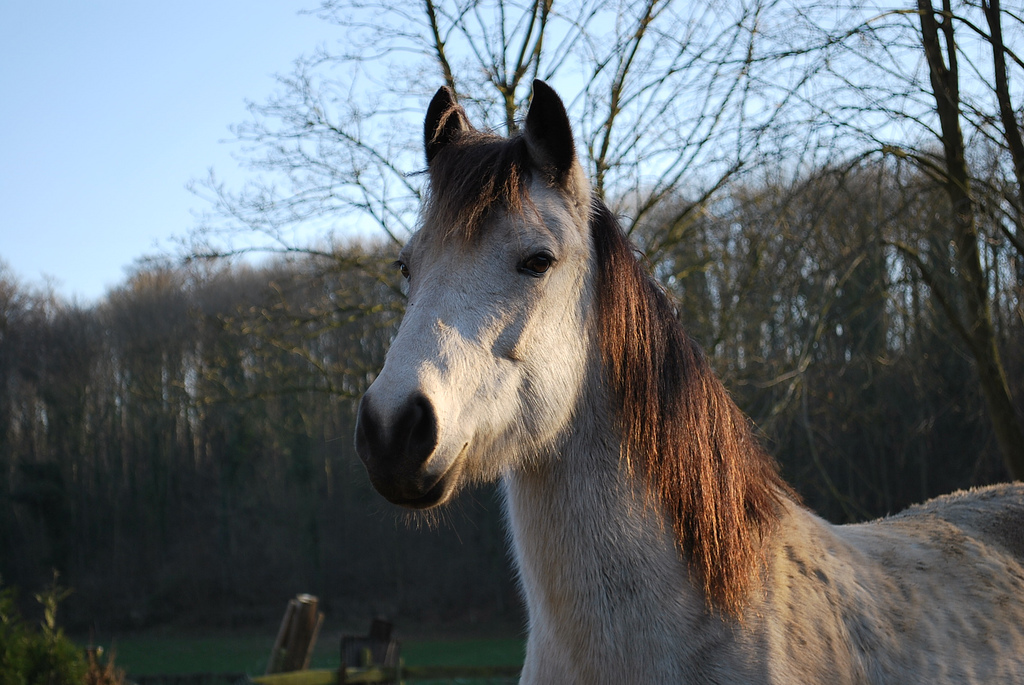
Détail de la tête d'une ponette connemara.

La tête du Connemara est petite,, à moyenne de taille. Bien équilibrée, elle est plutôt fine,. Le profil de tête est rectiligne,, ou légèrement concave.
Les yeux sont grands, et écartés l'un de l'autre. Les oreilles sont petites,, fines et bien érigées,. Les ganaches sont bien définies, relativement développées mais pas lourdes,. Les naseaux sont larges et bien ouverts,,.

#### Avant-main

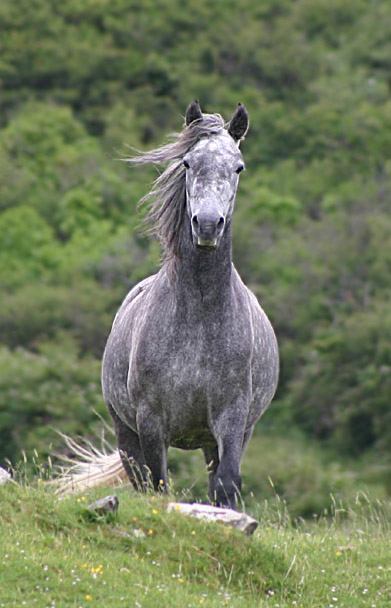
Connemara gris, vu de face.

La tête est bien greffée sur l'encolure, qui est de longueur moyenne,,, offrant une bonne longueur de rênes, ; Helena Kholová la décrit comme étant « exceptionnellement longue » ; elle est quoi qu'il en soit plus longue que chez la plupart des autres races de poneys de selle. Elle est ornée d'une abondante crinière.
Le poitrail, large et profond, ne doit pas être trop ouvert. L'attache de l'encolure ne doit pas être trop basse,. L'ampleur de la poitrine des poneys ne doit pas donner une impression de déséquilibre. Le garrot est bien défini,. Les épaules sont longues et bien inclinées, puissantes, facilitant l'aptitude au saut,.

#### Corps et arrière-main
Le corps est profond, avec un dos décrit comme long et droit par certains auteurs,,,, tandis que d'autres décrivent un dos court et fort,, la longueur devant reposer sur un rein fort.
L'arrière-main est forte et musclée,. La croupe est musclée, massive et souvent double, dotée d'une certaine longueur, et fluide, légèrement inclinée,. La queue est attachée haut,, longue et bien fournie en crins.

#### Membres
Les membres (en) sont assez courts et résistants, minces et secs, bien musclés mais élégants. Les articulations sont dures et plates, les tendons bien détachés. Natalie Pilley-Mirande décrit des membres antérieurs « d'une bonne longueur avec de la force dans l'avant-bras, les genoux bien définis et les canons courts ». Le Connemara présente également un métacarpe principal (tour de canon) mesurant le plus souvent de 17 cm à 20 cm,. Cela lui permet de couvrir beaucoup de terrain lors de ses déplacements. Les membres postérieurs sont bien développés, avec des jarrets forts et solides, placés bas,,. Le placement et la force de ses jarrets favorisent l'aptitude au saut.
Les membres n'ont que peu de fanons. Les pieds, petits et ronds, sont très résistants,.

### Robe

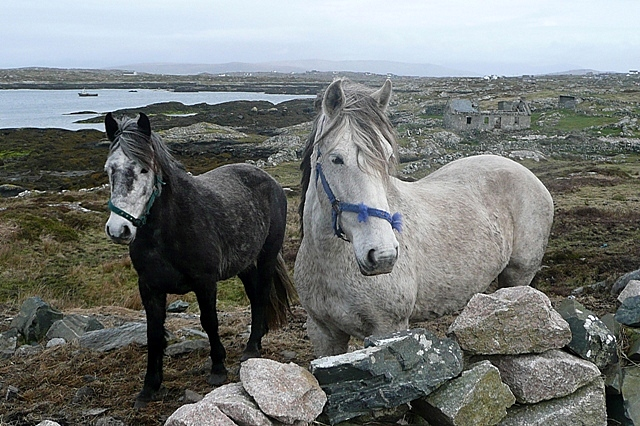
Le gris est la robe la plus fréquemment rencontrée chez la race.

Le Connemara peut présenter une grande variété de robes, bien que le gris soit la plus fréquente,,. Le noir, le bai et le bai-brun sont souvent rencontrés d'après Edwards, alors que l'alezan et le rouan le sont beaucoup plus rarement. Le dun (dont bai dun et souris), robes primitives arborant souvent une raie de mulet, a régressé avec l'évolution de la race au cours du XXe siècle,,. De nombreux poulains naissent dun et deviennent totalement gris vers l'âge de sept ans,. Cependant, les robes rouan et aubère font l'objet d'un engouement récent.
Depuis la réforme du stud-book en 2006, le crème aux yeux foncés est également autorisé,. La robe palomino peut se rencontrer. Seule la robe pie n'est pas admise,.

### Allures
Son action se rapproche de celle d'un cheval de selle, avec une grande amplitude. Ses aplombs doivent être droits et stables, et ses allures libres, faciles et naturelles, ; l'action peut être relevée mais sans action exagérée du genou, avec une activité couvrant beaucoup de terrain,. Son pied est sûr en terrain escarpé. Il dispose d'un excellent équilibre au galop. Il peut toutefois manquer de vitesse.

### Tempérament

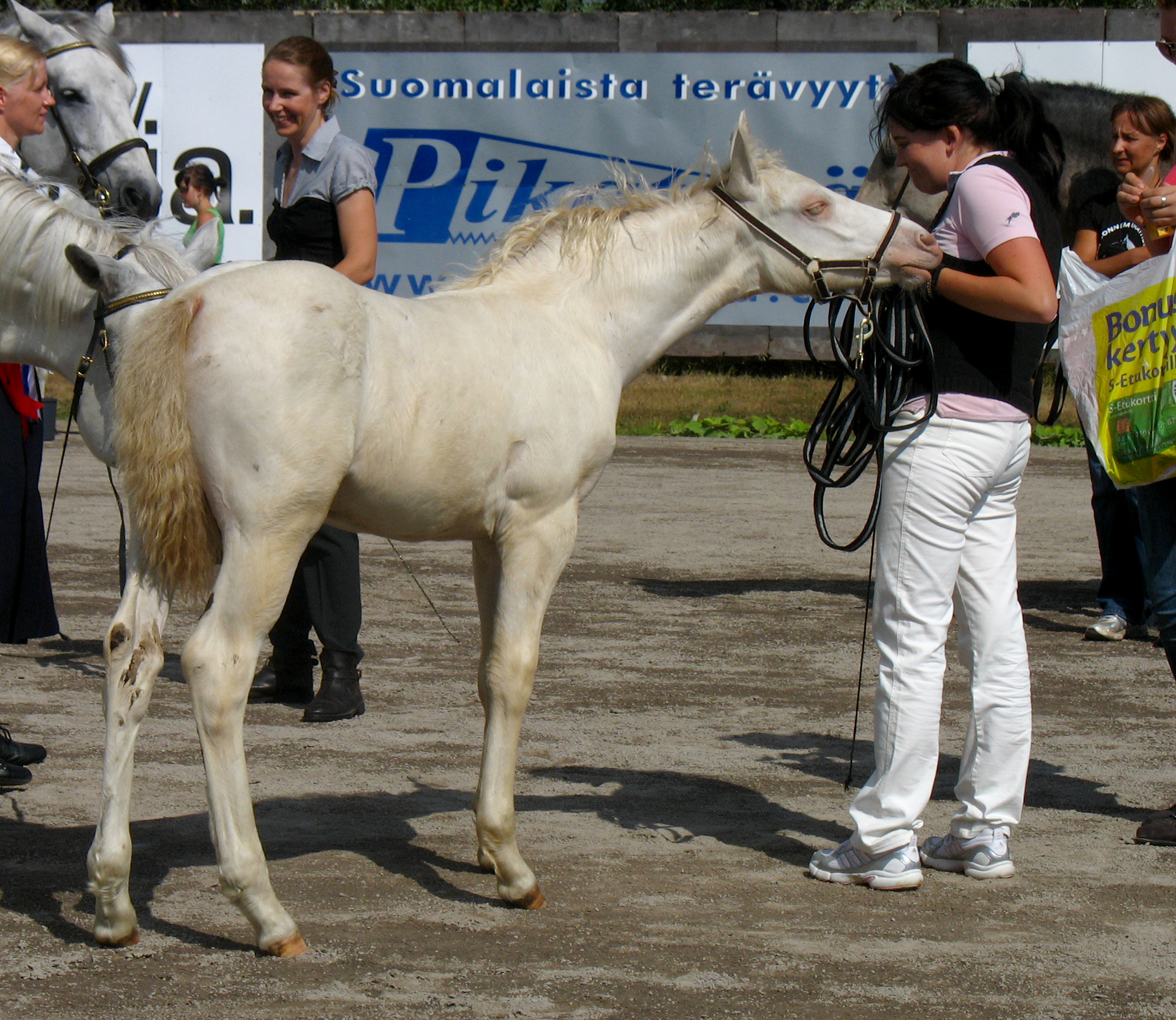
Pouliche Connemara de robe crème, en interaction avec une jeune femme.

D'après la plupart des auteurs d'encyclopédies, le Connemara fait généralement preuve d'un bon caractère, doux et docile,. Certains sujets peuvent toutefois revêtir un caractère obstiné. Il est réputé courageux et endurant, fiable. Il convient aussi bien aux enfants qu'aux adultes, car il est réputé adapter son comportement à la personne qui le monte,. La présence plus ou moins importante de sang arabe peut cependant demander des cavaliers de bon niveau.
La sélection du stud-book vise à conserver un caractère agréable pour les cavaliers.
D'après une enquête menée aux Pays-Bas en 2021 auprès de 76 utilisateurs et propriétaires de poneys Connemara, 86 % des personnes interrogées ont répondu qu'elles ont acquis un poney de cette race pour son caractère agréable, mais seulement 29 % ont indiqué que leur poney est facile à monter. 71 % ont indiqué avoir rencontré des difficultés liées aux caractéristiques typiques de la race, généralement (41 %) un manque de souplesse, 15 % indiquent que le poney est trop sensible ou nerveux, 10 % trouvent leur poney trop dominant et 4 % le trouvent introverti.

### Santé et génétique
C'est un poney robuste et résistant, d'entretien plutôt facile,. Historiquement, le Connemara est rustique, adapté à son environnement, capable de vivre à l'extérieur et de pouliner sous les intempéries de la côte Atlantique. Ses crins sont fournis. Durant l'hiver, son poil devient très dense, afin de le protéger de la pluie,. Anthony A. Dent compare ce pelage d'hiver au plumage du canard.
Une pouliche Connemara âgée de 3 ans a fait l'objet d'une étude de cas en 2021 en raison d'une encéphalopathie hépatique de progression très rapide (quatre jours). Il n'existe pas de données relatives à la myopathie à stockage de polysaccharides chez le Connemara, que Sanne van Doesburg décrit comme « un problème génétique qui doit absolument être pris au sérieux ».

#### Syndrome de séparation de la paroi du sabot (HWSS)
Certains Connemaras souffrent d'une maladie génétique à transmission autosomique récessive, le syndrome de séparation de la paroi du sabot (HWSS),. Ses signes cliniques se caractérisent par une séparation de la partie dorsale du sabot durant la première année de vie du poulain. La paroi du sabot se sépare des structures osseuses sous-jacentes, parfois via une cassure qui remonte jusqu'au milieu du sabot, entraînant de graves boiteries. Cette maladie ayant un effet majeur sur le bien-être animal, les animaux atteints sont généralement euthanasiés. L'origine génétique a été identifiée au gène SERPINB11 (uk), qui joue vraisemblablement un rôle dans le maintien de la structure du sabot.

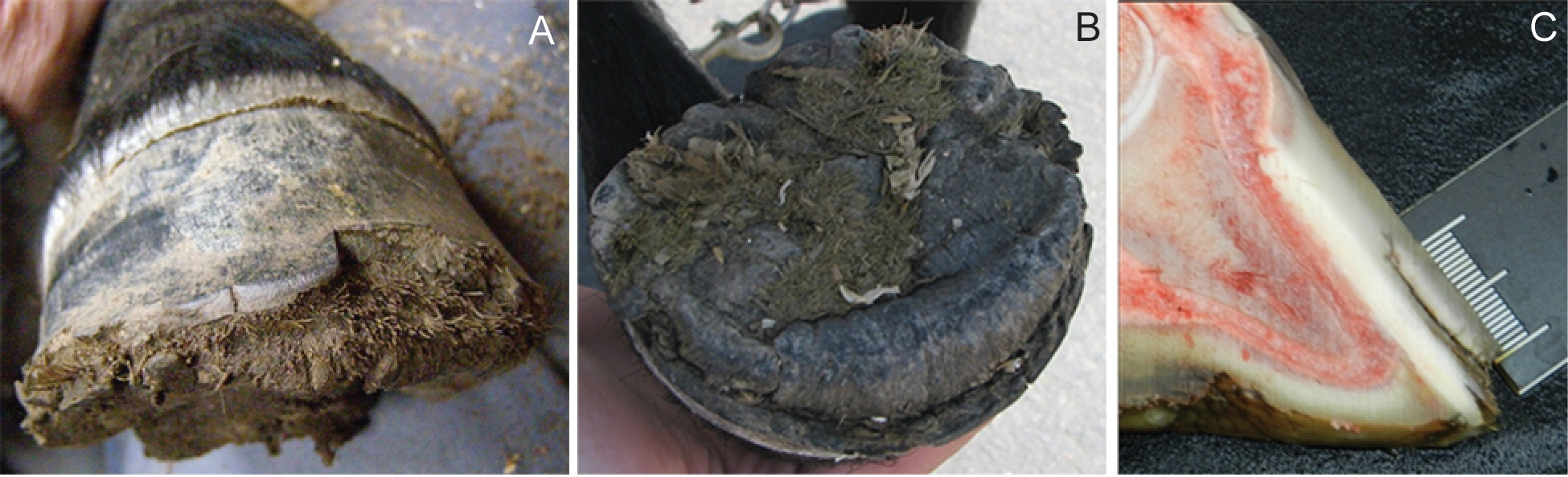
Pieds de Connemara souffrant du syndrome de séparation de la paroi du sabot. (A) Séparation de la paroi dorsale du sabot au niveau de la sole. (B) Corne proliférative affectant l'aspect du sabot. (C) Section sagittale d'un sabot affecté par le HWSS post mortem, montrant que la fissure de la paroi dorsale du sabot se trouve à l'extérieur de la ligne blanche.

D'après de premières analyses publiées en 2015, environ 14,8 % des poneys Connemara sont porteurs d'au moins un allèle transmissible, qui déclenchera la maladie chez les individus homozygotes. Dans sa thèse d'administration équestre soutenue en 2021, Sanne van Doesburg estime que 15 à 30 % des poneys de la race pourraient être porteurs. Il existe un test génétique permettant de détecter la présence de cet allèle, et ainsi d'éviter de propager la maladie. Depuis janvier 2016, ce test est rendu obligatoire pour les éleveurs. Sanne van Doesburg constate néanmoins l'usage de poneys étalons homozygotes comme reproducteurs, ainsi que des naissances de poulains homozygotes en 2019, dont le statut génétique des parents était connu des éleveurs. Ces éleveurs justifient ces naissances par une prise de risque, motivée par la valeur génétique des deux parents et la demande. Entre 2016 et 2019, au moins 106 poulains homozygotes qui développeront la maladie à coup sûr, sont nés. L'usage de reproducteurs non-testés a aussi un effet négatif sur la santé de la race, et si cet usage persiste, la pérennité même de la race Connemara sera mise en péril, d'après van Doesburg.
En Irlande, des falsifications volontaires de passeports de poneys homozygotes ont été constatées, préalablement à leur exportation. Les autorités irlandaises et l'association nationale de la race ont fermement condamné ces pratiques.

#### Diversité génétique
Le coefficient de consanguinité de six populations de Connemara dans le monde a été mesuré en 2005 ; la population finlandaise présente le taux le plus élevé, avec 4,97 %, tandis que la population irlandaise est à 4,65 %, et la population nord-américaine présente le plus faible niveau de consanguinité, soit 4,04 %. À l'échelle mondiale, la diversité génétique du Connemara est en déclin. Les pratiques d'élevage passées (utilisation répétée des mêmes reproducteurs) ont entraîné cette perte en diversité génétique, palpable chez toutes les populations du Connemara, tant en Amérique du Nord qu'en Finlande. Il existe beaucoup plus de fondateurs réels que de fondateurs effectifs chez le Connemara, ce qui indique qu'un goulet d'étranglement de population s'est produit par le passé.

« [...] les milliers de Connemaras aujourd'hui dispersés dans le monde entier, sont tous descendants de pas plus de cinq étalons, dont trois très influents. »

— Sanne van Doesburg.
Cannon Ball, père de Rebel, reste très présent dans les lignées (Inver Rebel, Rebel Wind, Carna Bobby et Gil). Selon van Doesburg, il n'est « pas facile de trouver deux poneys qui n'ont rien en commun, et dans de nombreux pedigrees, certains poneys influents peuvent être trouvés à plusieurs reprises ». La consanguinité a entraîné une fixation de caractères considérés comme désirables par les éleveurs, mais aussi des défauts héréditaires. Une problématique d'élevage majeure réside dans la question de l'exclusion des reproducteurs génétiquement porteurs d'un allèle responsable de la maladie du sabot (ou porteurs sains). En effet, cette exclusion n'est pas compatible avec le maintien de la diversité génétique du Connemara.
La population nord-américaine présente la plus grande distance génétique avec celle d'Irlande.

### Sélection

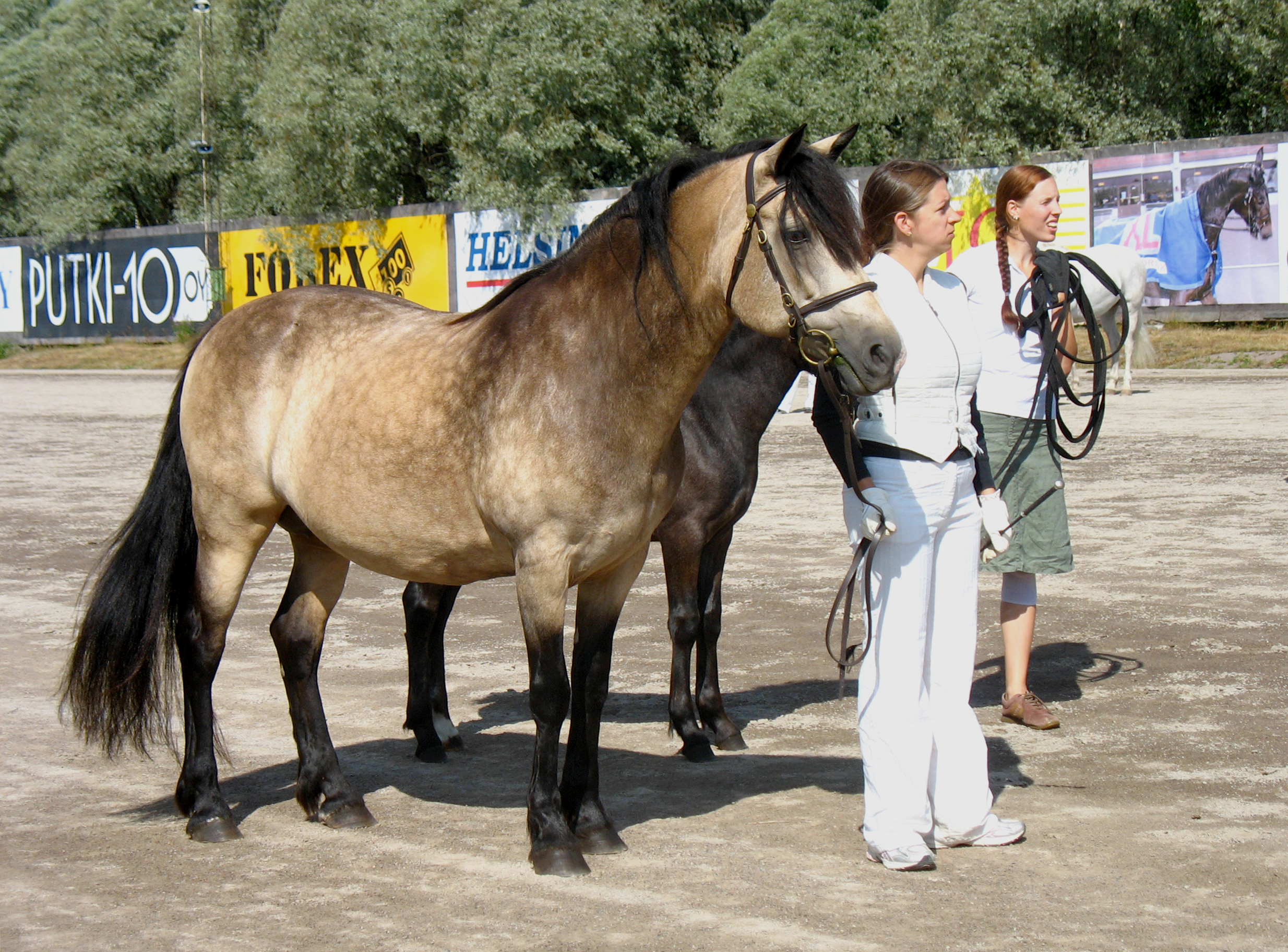
Jument Connemara de 15 ans, primée en Finlande.

L'élevage international du Connemara est régulé sous l'autorité de l'Irlande,. L'objectif d'élevage énoncé par la Connemara Pony Breeding Society (CPBS) est de présenter le poney Connemara comme étant la meilleure race, et de le promouvoir pour le sport et les loisirs dans le monde entier. Il existe donc deux objectifs de sélection chez le Connemara, qui ont une influence sur le tempérament des poneys élevés : la sélection pour les loisirs et la sélection pour le sport. La sélection sportive implique l'élevage de poneys plus vifs et dotés de davantage de sang que la sélection loisir. La typicité de la race Connemara peut être perdue lorsque les éleveurs s'orientent sur le sport, en élevant des poneys nerveux et raffinés plutôt que polyvalents, robustes et stables. Il est déconseillé d'acquérir un Connemara de sport pour une utilisation de loisir. Cette sélection loisir est considérée comme importante pour répondre à la demande en « poneys de famille ».
Une opposition existe entre les éleveurs quant au modèle de Connemara à privilégier : certains souhaitent conserver un modèle plus charpenté, tandis que d'autres privilégient le modèle sportif plus léger. La sélection sportive vise principalement le saut d'obstacles. L'Allemagne a mis en place des tests de sélection sur performances très rigoureux. Aux Pays-Bas, les recommandations de van Doersburg sont d'écarter les poneys trop nerveux de la sélection, et de favoriser l'amplitude des mouvements ; elle préconise une collaboration européenne dans ces objectifs, permettant également des échanges internationaux de sperme de reproducteurs afin d'augmenter la diversité génétique. Elle demande aussi une meilleure communication à propos du syndrome de séparation de la paroi du sabot ; néanmoins la connaissance de cette maladie génétique a progressé depuis 2016.

## Utilisations

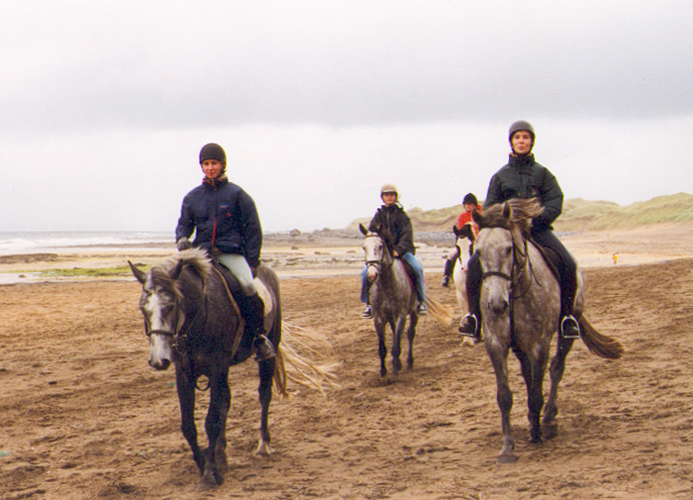
Connemaras montés par des adultes sur une plage en Irlande.

Le Connemara est utilisé historiquement pour la selle et le bât (transport de tourbe, de pommes de terre et d'algues), ainsi que dans l'agriculture et pour le transport des familles irlandaises à la messe le dimanche,,,. La terre de la région du Connemara est souvent difficile à cultiver, ce qui a poussé les familles irlandaises des XIXe et XXe siècles à faire preuve de solidarité et à disposer d'au moins un cheval et d'une charrette (ou plus fréquemment, d'un loadeen, sorte de travois), et très souvent d'une charrue et d'une herse.
Le Connemara est désormais reconnu comme l'un des meilleurs poneys de sport au monde,,,, la promotion de la race visant explicitement ce marché. Très polyvalent, il est présent dans un grand nombre de centres équestres, où il sert tant de poney de loisirs, que de poney de sport. Constituant l'un des poneys d'équitation pour enfants les plus répandus, il est aussi monté par des adultes,. Il fait un excellent poney de famille grâce à son tempérament,.
Il s'illustre dans toutes les disciplines des sports équestres, dont le saut d'obstacles, le concours complet et le dressage. Il est cependant moins présent en dressage, en raison d'une moindre qualité de son trot par comparaison à son galop. On le rencontre également en endurance, en TREC, en horse-ball, ainsi qu'en polo,. Son pied sûr et son endurance font de lui un cheval adapté aux randonnées équestres et au loisir,. Sa puissance et sa morphologie peuvent toutefois limiter son endurance.
Une enquête menée auprès de propriétaires et utilisateurs du Connemara aux Pays-Bas (78 réponses), publiée en 2021, montre que 80 % de ces personnes interrogées possèdent déjà un ou plusieurs poneys de cette race, que 59 % sont des cavaliers et que 14 % ont l'intention de le devenir. 51 % des personnes interrogées utilisent le Connemara pour les loisirs, 27 % pour le sport (dressage, saut d'obstacles, cross, etc), dont 4 % à l'attelage.

### Saut d'obstacles
Le Connemara excelle particulièrement en saut d'obstacles, pour lequel il est naturellement doué,. Il possède en effet le « coup de saut » nécessaire dans cette discipline, l'amplitude d'action ainsi que les allures. La tradition irlandaise veut que cette capacité au saut d'obstacles provienne de son habitude de franchir les murets de pierre de sa région d'origine.
Il est régulièrement présent sur le podium des grandes compétitions de cette discipline. Certains poneys sont devenus des performers internationaux. Thunder du Blin, « premier grand étalon performer poney en France » selon le magazine L'Éperon, a donné une nombreuse progéniture, et fut vendu aux Haras nationaux en 1996 pour la somme de 200 000 francs, ce qui avait fait polémique à l'époque ; il est le père de plus de 1 000 poulains. Dexter Leam Pondi, né en 1991 à l'élevage de Gilles Le Mouëllic, à Neulliac, est vice-champion d'Europe par équipe en 2002 puis élu cheval de l'année 2003 en France ; il est à la retraite depuis 2007,. Sligo de Mornal, né en 2006, est titulaire de trois médailles européennes par équipe.

### Concours complet d'équitation

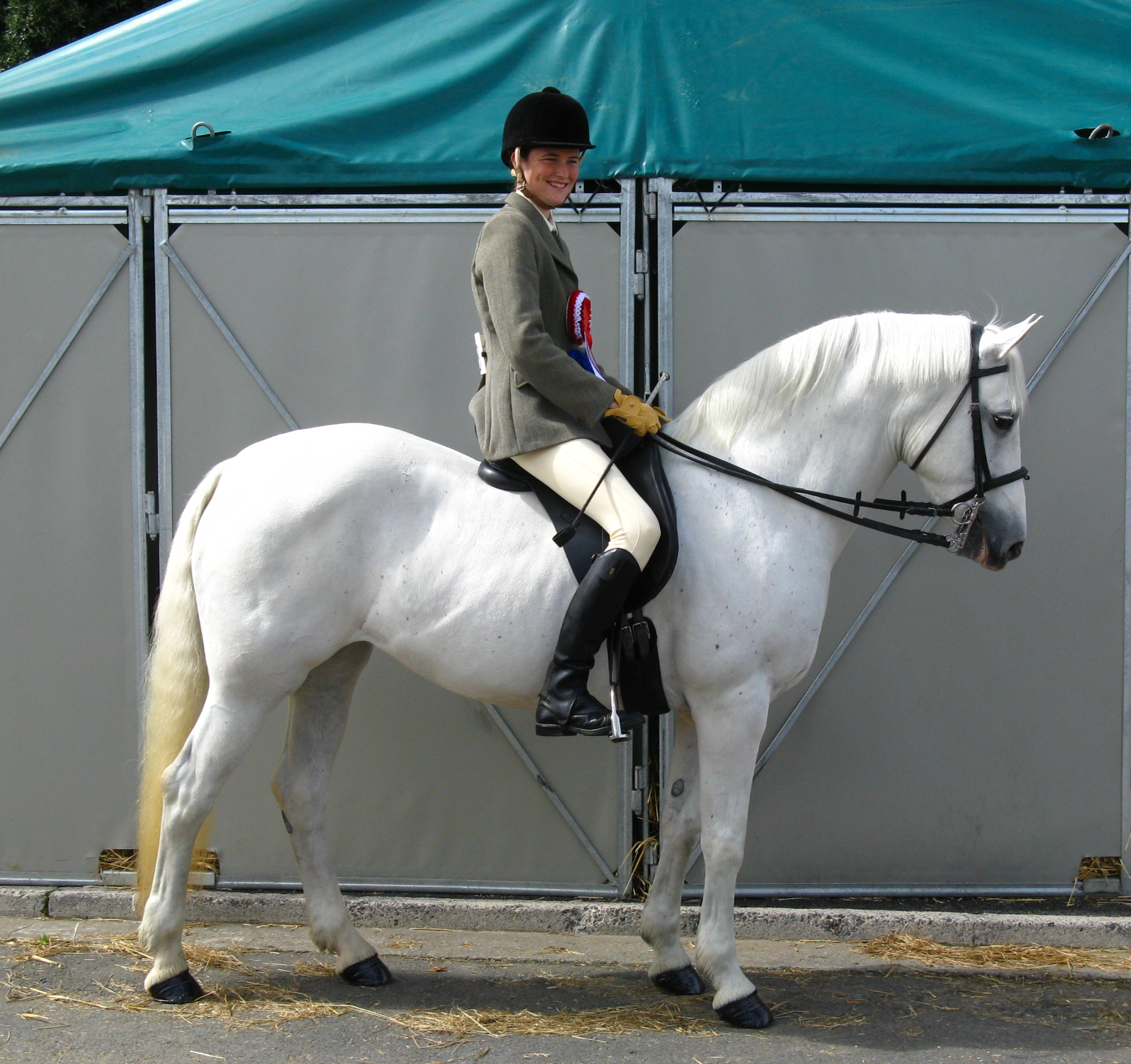
Connemara monté lors d'un concours au Dublin Horse Show en Irlande.

Après le saut d'obstacles, le concours complet d'équitation constitue la seconde discipline d'excellence du Connemara. Sa force et son mental, associés à son courage et son agilité, lui permettent d'exceller en épreuve de cross ; il est en revanche généralement moins doué dans l'épreuve de dressage.

### Attelage
Le Connemara est également recherché pour l’attelage, discipline dans laquelle il montre de réelles dispositions grâce à son agilité, sa vitesse, son endurance et son physique, ; en effet, sa charpente l'y prédispose.

### Croisements
Le Connemara est croisé avec le Pur-sang pour donner des chevaux de saut et de compétition,,. Le cheval Dundrum, qui établit un record de saut à 2,13 m tout en ne mesurant lui-même que 1,43 m, est issu d'un tel croisement, entre l'étalon Pur-sang Little Heaven et une jument Connemara,.
La race peut aussi être croisée avec l'Arabe. Potersize Just a Jiff, qui a représenté l'Irlande pendant l'épreuve de concours complet des Jeux olympiques d'été de 2012 à Londres, est aussi un demi-Connemara.
En Irlande, le Connemara est partiellement à l'origine du Hunter irlandais,, du Cob irlandais (à ne pas confondre avec le Cob Gypsy) et a peut-être influencé le Trait irlandais,. Il entre en croisement pour donner l'Irish Pony.
En France, il est souvent utilisé en croisement pour donner des poneys de sport, représentant le principal poney de croisement à l'échelle du pays, ainsi que l'un des ancêtres majeurs du poney français de selle,. Vedouz de Nestin, poney titulaire du record français d'indice de performance en saut d'obstacles fin 2021, est un demi-Connemara.
Le Connemara est aussi partiellement à l'origine du poney de l'île anglaise de Lundy, du poney de selle allemand, du poney de sport danois, et du poney de Terre-Neuve.
L'usage régulier du Connemara en croisement a entraîné une diffusion du gène responsable du syndrome de séparation de la paroi du sabot chez d'autres races de chevaux.

## Diffusion de l'élevage

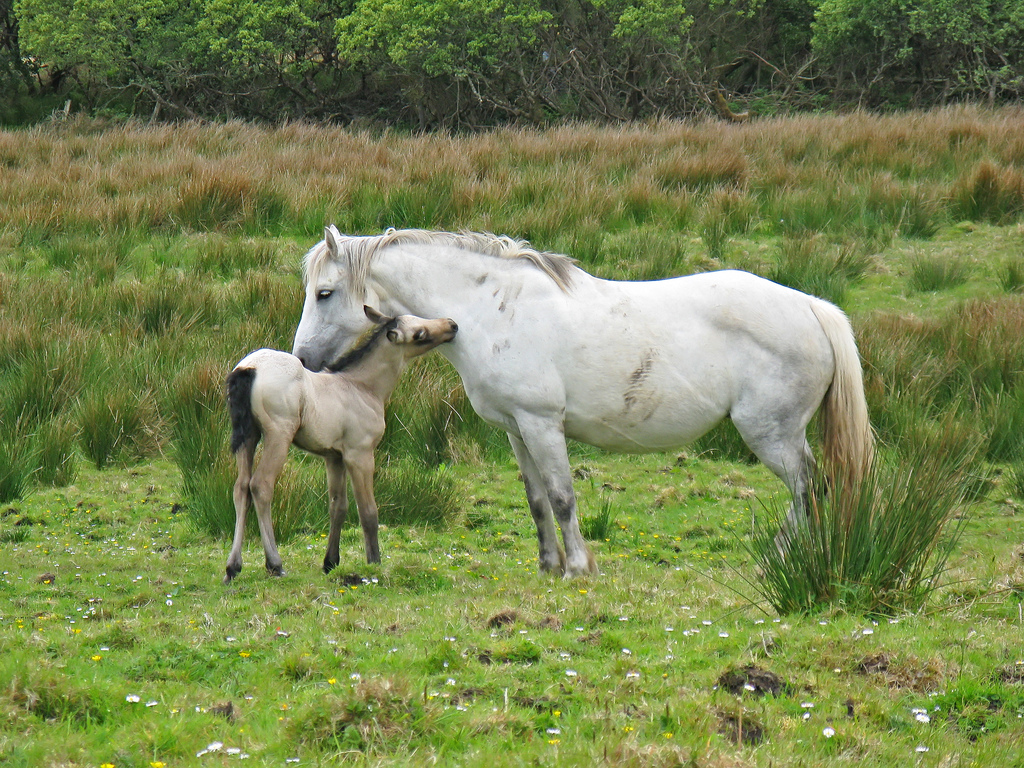
Jument Connemara et son poulain dans le parc national du Connemara.

Constituant l'une des rares races de chevaux indigènes d'Irlande, le poney Connemara est commun, très répandu à l'échelle mondiale,. Il suscite un phénomène de mode en raison de sa beauté perçue et de son énergie. Le Connemara originel appartient cependant au groupe des races rares originaires d'Europe, car il est menacé d'extinction par la popularité croissante du poney de sport international.
Il s'est exporté dans toute l'Europe et à travers le monde entier, grâce notamment à la diaspora irlandaise. En 2005 comme en 2016, des associations de race existent dans 16 pays, dont les États-Unis, la Belgique, la France, la Grande-Bretagne, la Norvège, l'Autriche, le Canada, la Finlande, les Pays-Bas, la Suède, l'Australie, le Danemark, l'Allemagne, la Nouvelle-Zélande et la Suisse. L'Irlande, la France et l'Allemagne possèdent respectivement le cheptel le plus important,.

### En Irlande

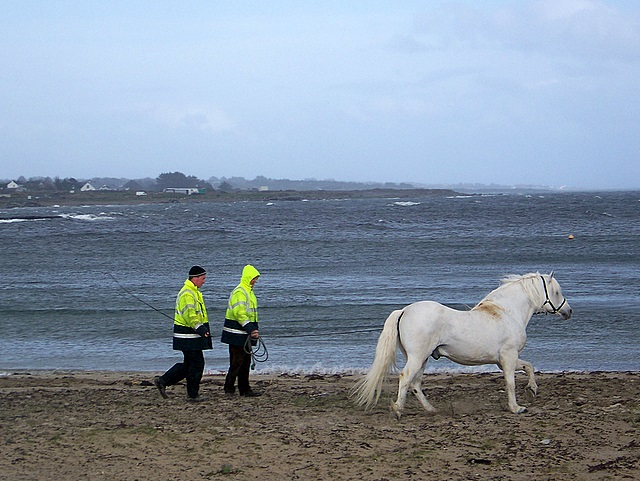
Étalon Connemara travaillant à la longe sur une plage irlandaise.

Les Irlandais sont réputés pour leur « sens du cheval ». La Connemara Pony Breeders Society est chargée de la gestion du stud-book. Elle enregistre les naissances dans les 32 comtés d'Irlande, et établit le standard de la race et les règles d'inscriptions pour l'Irlande, ainsi que pour toutes les associations des autres pays. Cette association est également chargée de la gestion des archives. En 1995, un musée entièrement consacré à la race Connemara est créé. Un salon annuel a lieu également tous les ans depuis 1923 et sert de vitrine à la race.
La race est toujours élevée dans son berceau d'origine, le Connemara étant présent dans toutes les régions irlandaises. En 2005, l'étude de Deirdre Feely, Patrick Brophy et Katherine Quinn (université de Dublin) cite une population du type originel peu nombreuse, soit environ 2 000 femelles reproductrices et 250 mâles reproducteurs, ce qui a conduit le ministère irlandais de l'Agriculture et de l'Alimentation à classer la race comme étant « en danger » d'extinction. On compte environ 3 000 naissances de Connemara en Irlande chaque année durant les années 2010. Il existe toujours des populations à l'état semi-sauvage selon le guide Delachaux, tandis qu'Hubrecht déclare qu'il n'en « reste plus guère ». D'après CAB International, le type originel de la race, de modèle plus lourd, perdure dans la région de Clifden.

### En France
Le Connemara est très populaire en France,, où il est considéré comme le meilleur des poneys de sport. Présent dans toutes les régions de France, en plus des régions historiques, les Pays de la Loire, l'Auvergne-Rhône-Alpes et le Midi-Pyrénées montrent un réel dynamisme en matière d'élevage. Le pays compte le deuxième plus gros cheptel de Connemara au monde, derrière l'Irlande, avec environ 10 000 sujets en 2014. En 2019, on dénombre 465 naissances chez la race, ce qui représente 15 % des naissances de poneys en France.
L'Association française du poney Connemara (AFPC) organise le championnat de France d'élevage (ou National Connemara) chaque année, ainsi que le championnat de France d'aptitudes réservé aux chevaux de plus de 3 ans montés ; elle participe aussi au salon Equita'Lyon.

### Autres pays
En 2012, environ 4 000 poneys Connemara sont enregistrés dans toute l'Amérique du Nord. L'Amérique du Nord, le Danemark et la Suède comptent chacun environ 100 naissances par an. Le Connemara reste peu connu aux Pays-Bas.

## Dans la culture

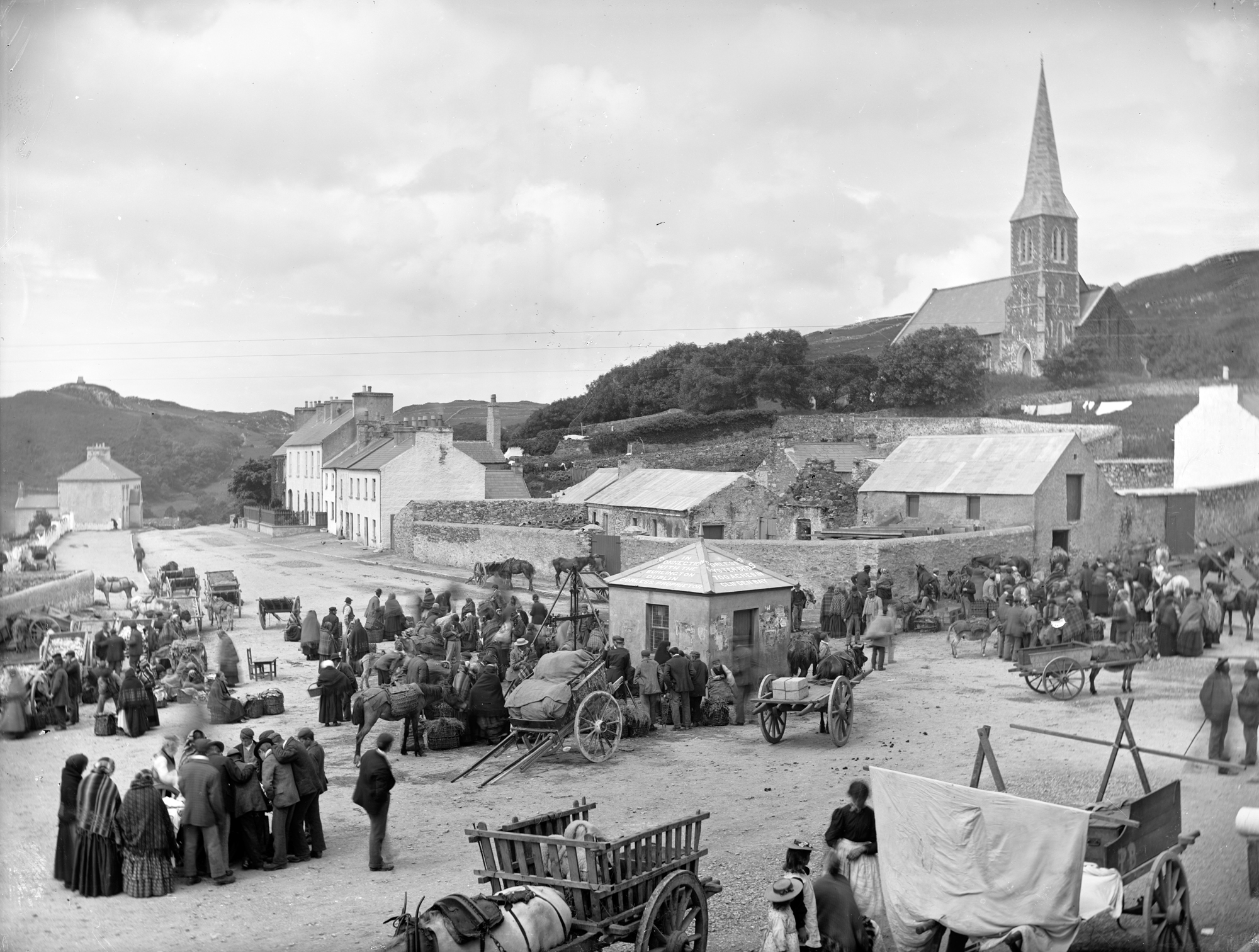
Clifden dans les années 1900.

Selon l'anthropologue Claire J. Brown (qui s'est mêlée à la communauté des éleveurs et utilisateurs de poneys Connemara), dans la ville de Clifden, le poney Connemara est considéré comme un marqueur symbolique de pouvoir économique. Clifden est en effet à la fois la capitale de la région du Connemara, et la capitale de la race des poneys Connemara, où se trouve le siège de l'association nationale des éleveurs. Elle constate que cette race de poneys est très présente dans les conversations privées des habitants et dans les manifestations publiques. Un musée dédié à la race existe dans cette même ville, près du lieu de show des poneys et de plaques d'information.
Brown argue que les changements de morphologie et les commodifications de la race sont un véhicule culturel matériel des idéologies, du peuple irlandais et de son identité locale. Elle souligne l'intersection entre tradition et modernité dans le rapport des Irlandais avec leurs chevaux, ainsi que l'assimilation entre la rudesse du territoire du Connemara et la rusticité des poneys. Le poney de race Connemara est vu comme un symbole vivant des traditions irlandaises incarnées par la région du Connemara. Souvent, ses éleveurs sont aussi investis dans la défense de l'identité irlandaise. Le type originel du poney Connemara est considéré comme important à préserver localement, car sa perte signifierait également la disparition d'un pan de l'identité irlandaise.
La chaîne de télévision Arte a diffusé le 30 décembre 2023 un reportage intitulé Le poney Connemara : une légende irlandaise, élu film du mois de janvier 2024 par Cheval magazine.